# Ken Vedsegaard
Ken Vedsegaard (* 14. Oktober 1972 in Kopenhagen) ist ein dänischer Schauspieler.

## Leben
Ken Vedsegaard wuchs in Kopenhagen auf, wo er bis heute lebt.
Nach seinem Schulabschluss absolvierte er von 1988 bis 1992 seine Schauspielausbildung an der Staatlichen Theaterhochschule in Kopenhagen. Er wirkte als Bühnendarsteller in verschiedenen Theaterstücken wie beispielsweise Ein Sommernachtstraum mit. Von 1996 bis 2000 war er am Aarhus Teater als festes Ensemblemitglied engagiert. Als Schauspieler vor der Kamera wirkte er seit Ende der 1980er-Jahre in bislang mehr als 40 Film-und-Fernsehproduktionen mit. Er ist auch als Synchronsprecher für Animationsfilme und Zeichentrickfilme aktiv.
Vedsegaard war einige Jahre lang mit der norwegischen Schauspielerin Synnøve Macody Lund liiert. Anschließend war er bis 2017 mit der Schauspielerin Vickie Bak Laursen liiert.

## Filmografie (Auswahl)
- 1988: Emmas Schatten
- 1988: Goldregen
- 1995: Final Hour
- 1999: Taxa (Fernsehserie, 1 Folge)
- 2001: Blow Job
- 2008: Die Wikinger 2 – Die Söhne Odins
- 2009: Kommissarin Lund – Das Verbrechen (Fernsehserie, 10 Folgen)
- 2014: Black Widows – Rache auf Finnisch (Fernsehserie, 9 Folgen)
- 2017: Die Wege des Herrn (Fernsehserie, 4 Folgen)
- 2017: Haunted Child
- 2020: Wenn die Stille einkehrt (Fernsehserie, 2 Folgen)
- 2021: Shadow and Bone – Legenden der Grisha (Fernsehserie, 1 Folge)